# Metal
Se denominan metales  a los elementos químicos caracterizados por ser buenos conductores del calor y la electricidad. Poseen alta densidad y son sólidos a temperatura ambiente (excepto el mercurio, el galio, el cesio y el francio ya que son metales líquidos a temperatura ambiente); sus sales forman iones electropositivos (cationes) en disolución.
La ciencia de materiales define un metal como un material en el que existe un solapamiento entre la banda de valencia y la banda de conducción en su estructura electrónica (enlace metálico). Esto le da la capacidad de conducir fácilmente calor y electricidad (tal como el cobre) y generalmente la capacidad de reflejar la luz, lo que le da su peculiar brillo. En ausencia de una estructura electrónica conocida, se usa el término para describir el comportamiento de aquellos materiales en los que, en ciertos rangos de presión y temperatura, la conductividad eléctrica disminuye al elevar la temperatura, en contraste con los semiconductores. Reaccionan químicamente con no metales, no son reactivos entre sí la gran mayoría de las veces, aunque algunos formen aleaciones entre sí.
Dentro de los metales se encuentran los alcalinos (como el sodio) y los alcalinotérreos (como el magnesio) los cuales presentan baja densidad, son buenos conductores del calor y la electricidad, además de ser muy reactivos. También se incluyen los metales de transición (los cuales conforman la mayoría de los metales), los que se encuentran en diversos grupos y los lantánidos, actínidos y transactínidos. Teóricamente, el resto de elementos que queda por descubrir y sintetizar serían metales.
El concepto de metal se refiere tanto a elementos puros, así como aleaciones con características metálicas, como el acero, la alpaca, la amalgama, el bronce, el cuproníquel, el duraluminio, el latón, el magnalio, el oro blanco, la plata esterlina, el peltre, y el vellón. Los metales comprenden la mayor parte de la tabla periódica de los elementos y se separan de los no metales por una línea diagonal entre el boro y el polonio. En comparación con los no metales tienen baja electronegatividad y baja energía de ionización, por lo que es más fácil que los metales cedan electrones y más difícil que los ganen.
En astrofísica, el término "metal" se utiliza de forma más amplia para referirse a todos los elementos químicos de una estrella que son más pesados que el helio, y no solo a los metales tradicionales. En este sentido, los primeros cuatro "metales" que se acumulan en los núcleos estelares a través de la nucleosíntesis son el carbono, el nitrógeno, el oxígeno y el neón, todos los cuales son estrictamente no metales en química. Una estrella fusiona átomos más ligeros, principalmente hidrógeno y helio, en átomos más pesados durante su vida. Usado en ese sentido, la metalicidad de un objeto astronómico es la proporción de su materia compuesta por los elementos químicos más pesados.
Se obtienen a partir de los minerales que los contienen, llamados menas metálicas.

## Historia

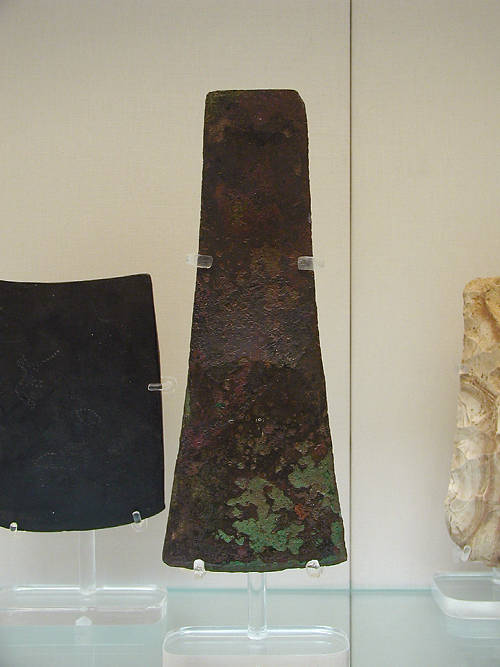
Herramientas de cobre datadas hacia 3000 a. C. en el Antiguo Egipto.

### Prehistoria
El cobre, que se presenta en forma nativa, puede haber sido el primer metal descubierto, dado su aspecto distintivo, su pesadez y su maleabilidad en comparación con otras piedras o guijarros. El oro, la plata, el hierro (en forma de hierro meteórico) y el plomo también se descubrieron en la prehistoria. De esta época proceden las formas de latón, una aleación de cobre y zinc fabricada mediante la fundición simultánea de los minerales de estos metales (aunque el zinc puro no se aisló hasta el siglo XIII). La maleabilidad de los metales sólidos dio lugar a los primeros intentos de fabricar adornos, herramientas y armas de metal. De vez en cuando se descubría hierro meteórico que contenía níquel y que, en algunos aspectos, era superior a cualquier acero industrial fabricado hasta la década de 1880, cuando los aceros aleados cobraron protagonismo.
Metales como el oro, la plata, el hierro y el cobre, fueron utilizados desde la prehistoria. Al principio, solo se usaron los que se encontraban fácilmente en estado puro (en forma de elementos nativos), pero paulatinamente se fue desarrollando la tecnología necesaria para obtener nuevos metales a partir de sus menas, calentándolos en un horno mediante carbón de madera.

### Edad Antigua

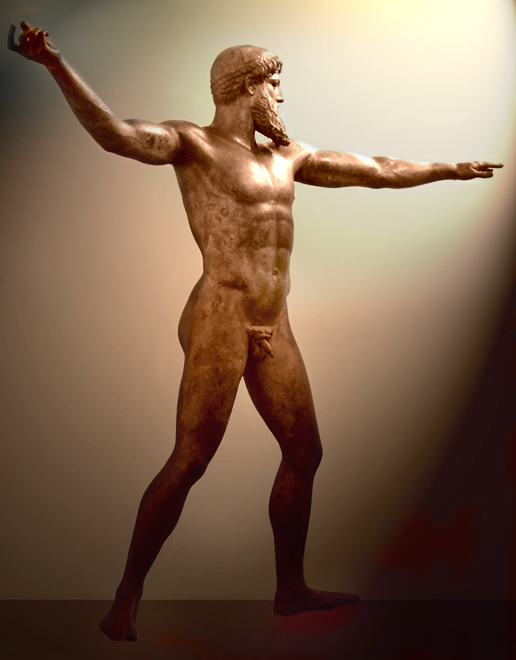
El Bronce de Artemision que muestra a Poseidón o Zeus, c. 460 a. C., Museo Arqueológico Nacional, Atenas. La figura tiene más de 2 m de altura.

El primer gran avance se produjo con el descubrimiento del bronce, fruto de la utilización de mineral de cobre con incursiones de estaño, entre 3500 a. C. y 2000 a. C., en diferentes regiones del planeta, surgiendo la denominada Edad del Bronce, que sucede a la Edad de Piedra. El descubrimiento del bronce (una aleación de cobre con arsénico o estaño) permitió al hombre crear objetos metálicos más duros y duraderos que los anteriores. Las herramientas de bronce, las armas, las armaduras y los materiales de construcción, como las baldosas decorativas, eran más duros y duraderos que sus predecesores de piedra y cobre ("Calcolítico"). Inicialmente, el bronce se fabricaba con cobre y arsénico (formando el bronce arsenical) mediante la fundición de minerales de cobre y arsénico mezclados natural o artificialmente.
Otro hecho importante en la historia fue la utilización del hierro, hacia 1400 a. C. Los hititas fueron uno de los primeros pueblos en utilizarlo para elaborar armas, tales como espadas, y las civilizaciones que todavía estaban en la Edad del Bronce, como los egipcios.
No obstante, en la Antigüedad no se sabía alcanzar la temperatura necesaria para fundir el hierro, por lo que se obtenía un metal impuro que había de ser moldeado a martillazos. Hacia el año 1400 se empezaron a utilizar los hornos provistos de fuelle, que permiten alcanzar la temperatura de fusión del hierro, unos 1535 °C.

### Edad Media
Los alquimistas árabes y medievales creían que todos los metales y la materia estaban compuestos por el principio del azufre, el padre de todos los metales y portador de la propiedad de combustible, y el principio del mercurio, la madre de todos los metales —en la Antigüedad, el plomo se consideraba el padre de todos los metales— y portador de las propiedades de liquidez, fusibilidad y volatilidad. Estos principios no eran necesariamente las sustancias comunes azufre y mercurio que se encuentran en la mayoría de los laboratorios. Esta teoría reforzaba la creencia de que todos los metales estaban destinados a convertirse en oro en las entrañas de la tierra mediante las combinaciones adecuadas de calor, digestión, tiempo y eliminación de contaminantes, todo lo cual podía desarrollarse y acelerarse mediante los conocimientos y métodos de la alquimia. Paracelso, un escritor posterior del Renacimiento alemán, añadió el tercer principio de la sal, que conlleva las propiedades no volátiles e incombustibles, en su doctrina tria prima. Estas teorías mantuvieron los cuatro elementos clásicos como base de la composición del azufre, el  mercurio y la sal.
Se conocieron el arsénico, el zinc, el antimonio y el bismuto, aunque al principio se les llamó semimetales o metales bastardos por su carácter inmóvil. Es posible que los cuatro se utilizaran incidentalmente en épocas anteriores sin reconocer su naturaleza. Se cree que Albertus Magnus fue el primero en aislar el arsénico de un compuesto en 1250, calentando jabón junto con trisulfuro de arsénico. El zinc metálico, que es frágil si es impuro, se aisló en la India hacia el año 1300. La primera descripción de un procedimiento para aislar el antimonio se encuentra en el libro de 1540 De la pirotecnia de Vannoccio Biringuccio. El bismuto fue descrito por Agricola en De natura fossilium (c. 1546); se había confundido en los primeros tiempos con el estaño y el plomo por su parecido con estos elementos.

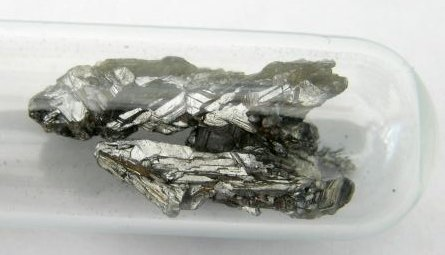
Arsénico, sellado en un recipiente para evitar que se empañe
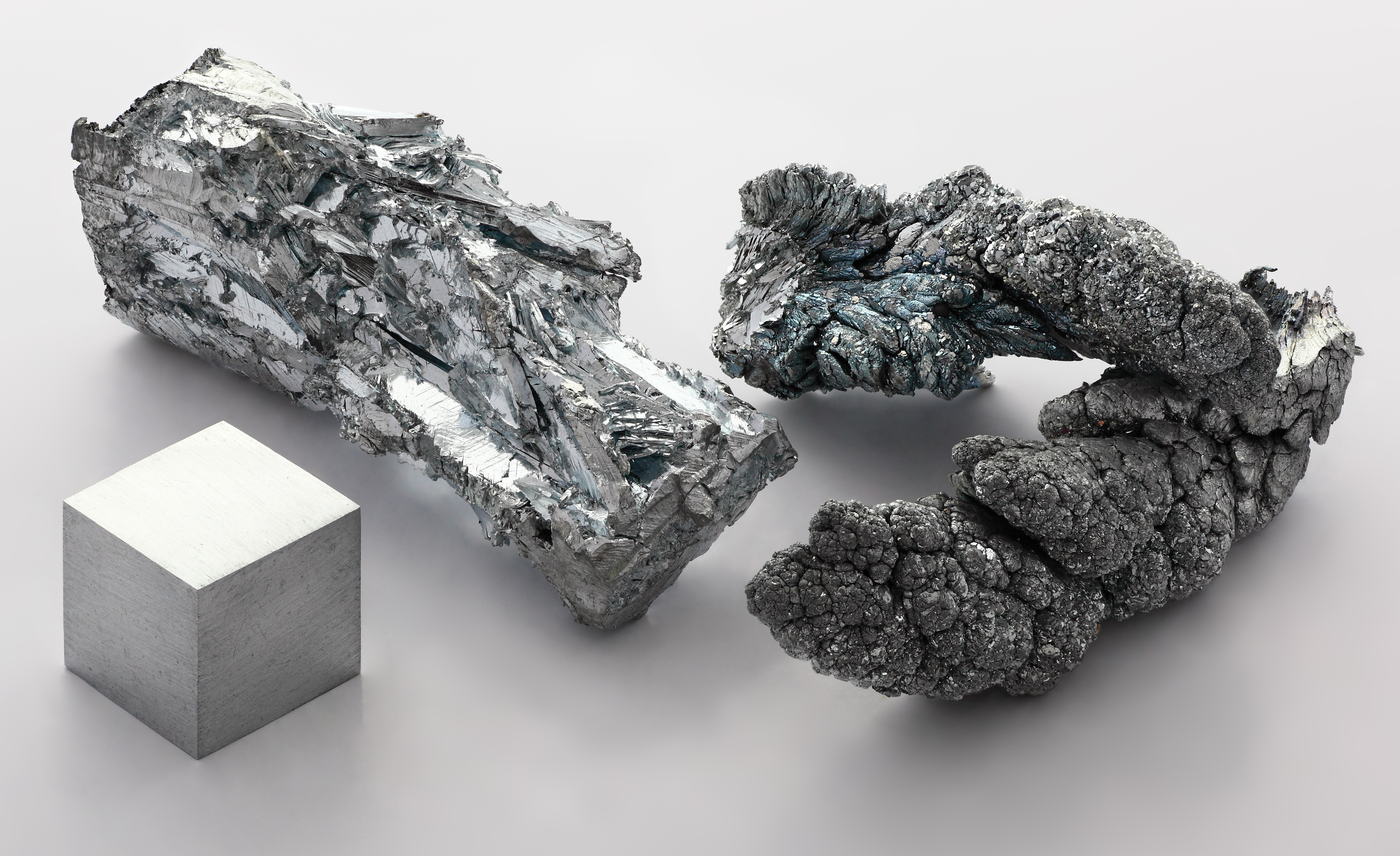
Fragmentos de zinc y un cubo de 1 cm3
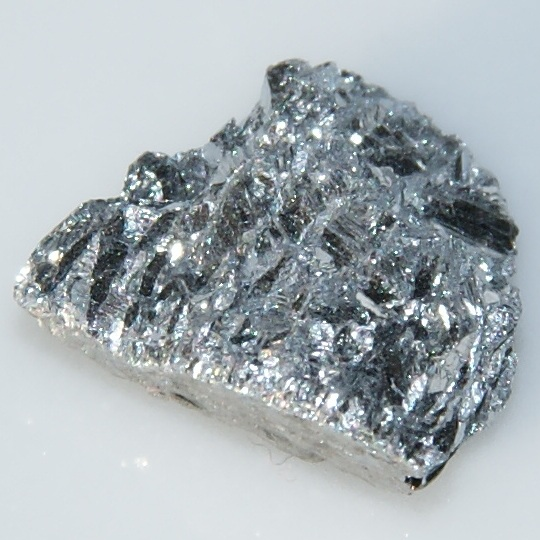
Antimonio, mostrando su brillo deslumbrante
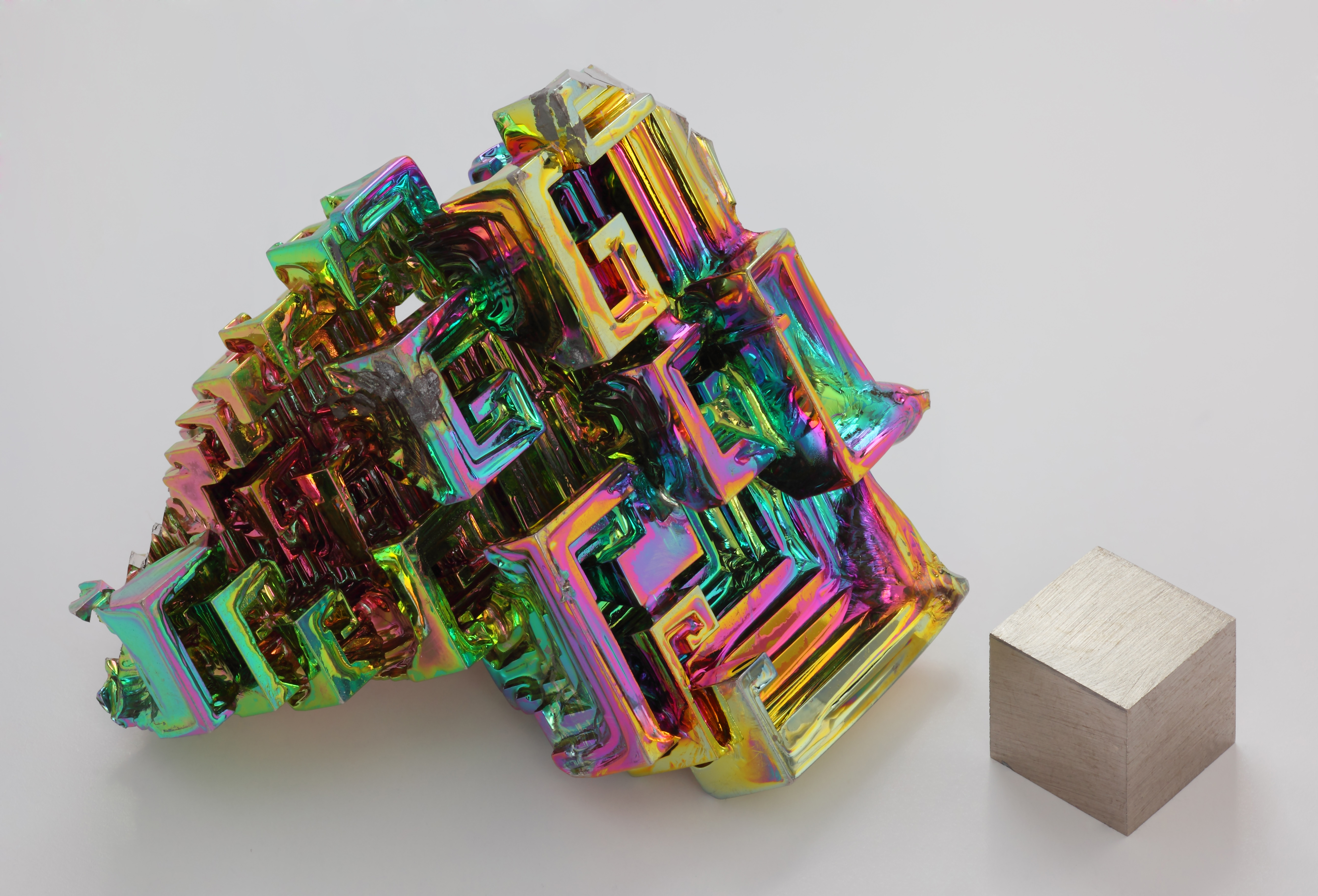
Bismuto en forma cristalina, con una capa de oxidación muy fina, y un cubo de bismuto de 1 cm3

### Edad Moderna
El primer texto sistemático sobre las artes de la minería y la metalurgia fue De la pirotechnia (1540) (1540) de Vannoccio Biringuccio, que trata del examen, la fusión y el trabajo de los metales.

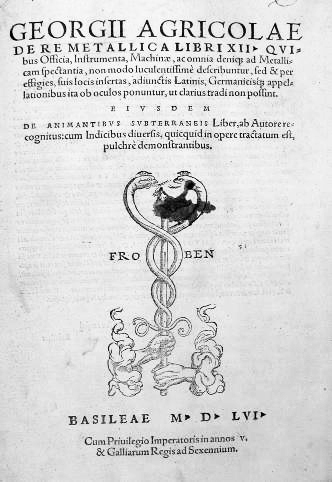
De re metallica, 1555

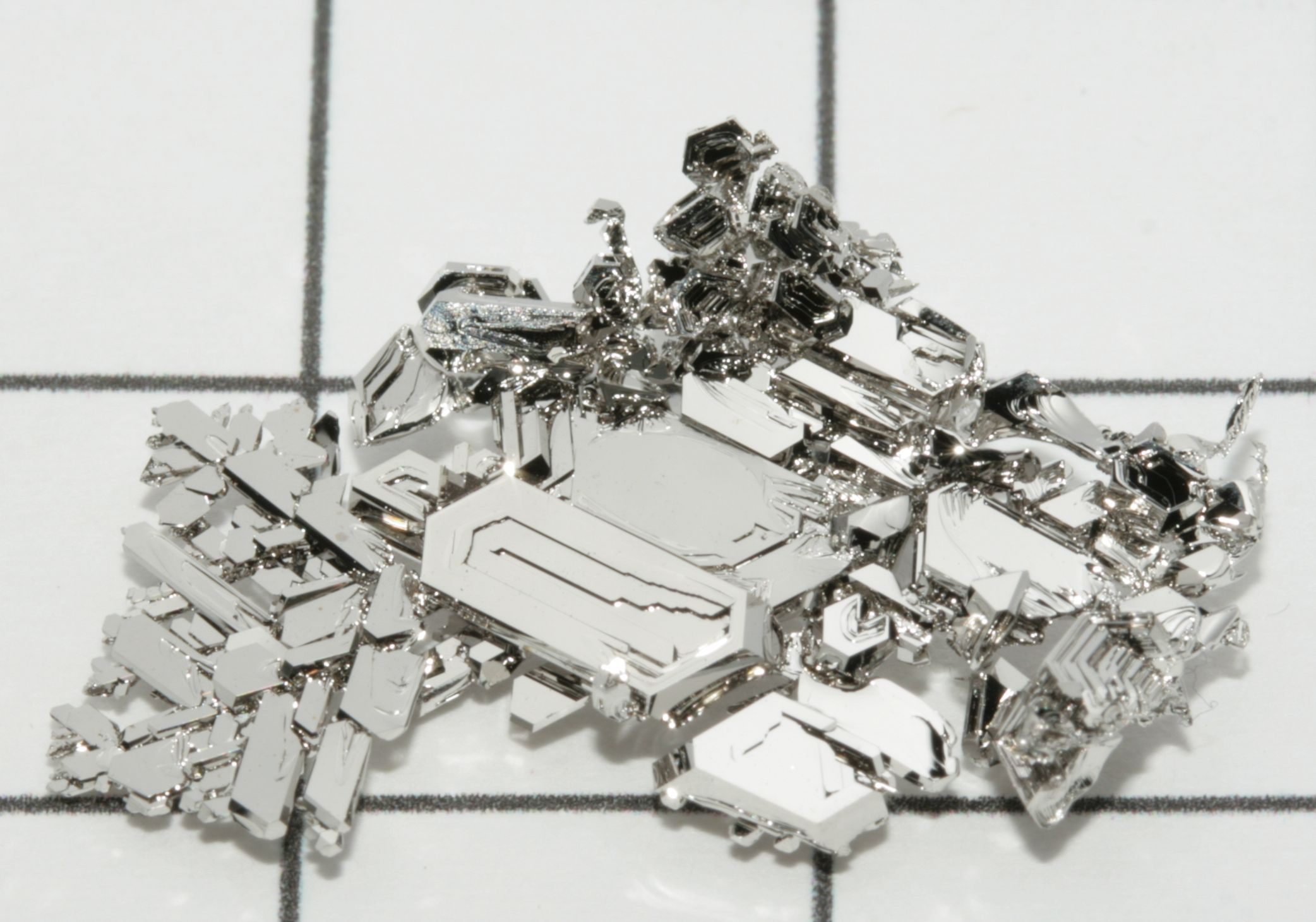
Cristales de platino

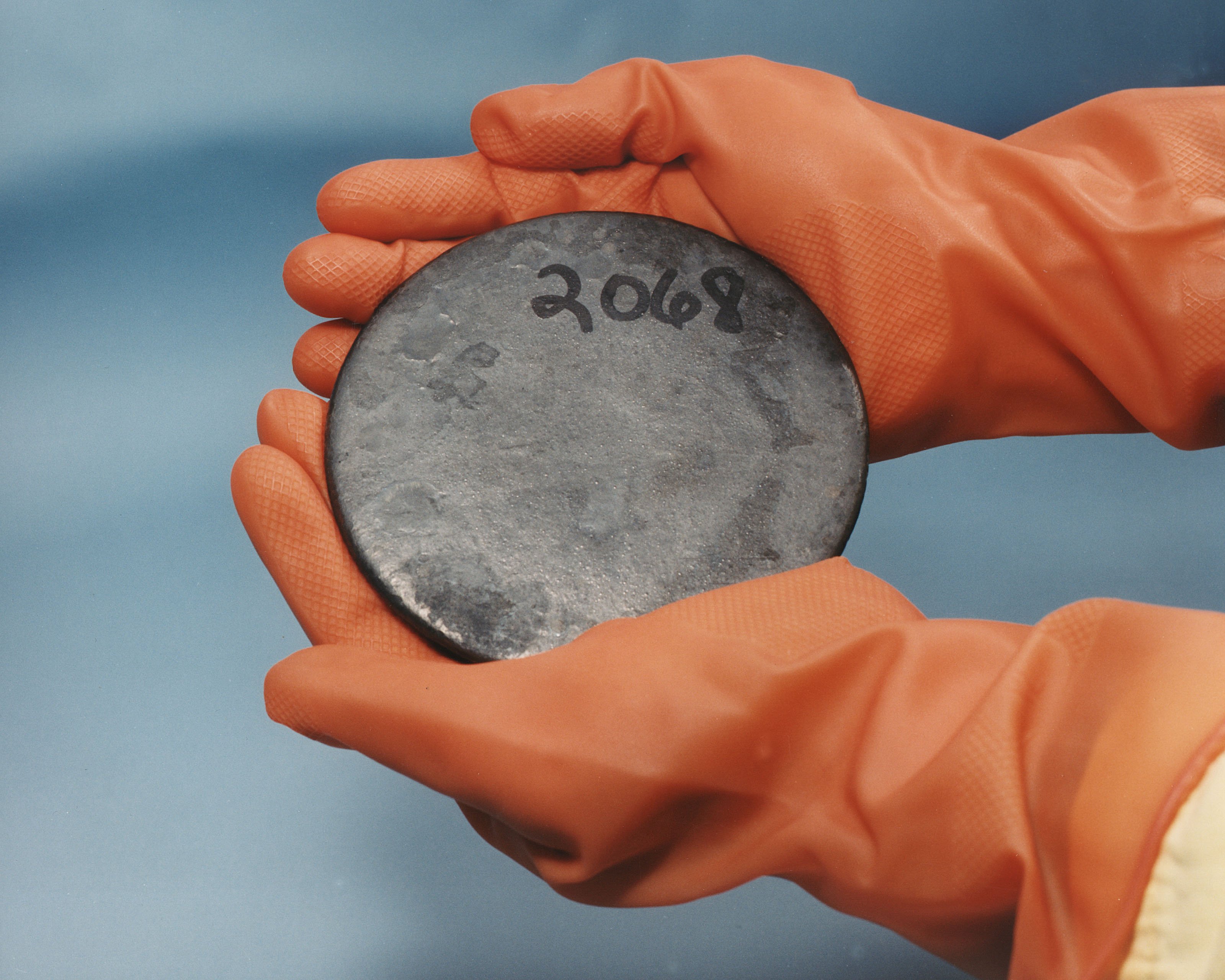
Un disco de uranio altamente enriquecido que se recuperó de la chatarra procesada en el Complejo de Seguridad Nacional Y-12, en Oak Ridge, Tennessee., en Oak Ridge, Tennessee

Dieciséis años más tarde, Georgius Agricola publicó en 1556 De re metallica, un relato claro y completo de la profesión de la minería, la metalurgia y las artes y ciencias accesorias, además de calificarse como el mayor tratado sobre la industria química a lo largo del siglo XVI.
En su De natura fossilium dio la siguiente descripción de un metal (1546):

El metal es un cuerpo mineral, por naturaleza líquido o algo duro. Este último puede ser fundido por el calor del fuego, pero cuando se ha enfriado de nuevo y ha perdido todo el calor, vuelve a ser duro y retoma su forma propia. En este aspecto se diferencia de la piedra que se funde en el fuego, pues aunque ésta recupere su dureza, pierde su forma y propiedades prístinas.
Tradicionalmente existen seis tipos de metales diferentes, a saber, el oro, la plata, el cobre, el hierro, el estaño y el plomo. En realidad hay otros, pues el azogue es un metal, aunque los alquimistas no están de acuerdo con nosotros en este tema, y el bismuto también lo es. Los antiguos escritores griegos parecen haber ignorado el bismuto, por lo que Amonio afirma con razón que hay muchas especies de metales, animales y plantas que nos son desconocidas. El estibio, cuando se funde en el crisol y se refina, tiene tanto derecho a ser considerado como un metal propio como el que los escritores conceden al plomo. Si cuando se funde, se añade una cierta porción al estaño, se produce una aleación para libreros con la que se hace el tipo que utilizan los que imprimen libros en papel.
Cada metal tiene su propia forma que conserva cuando se separa de los metales que se mezclaron con él. Por lo tanto, ni el electrum ni el stannum [no se refiere a nuestro estaño] son en sí mismos un verdadero metal, sino una aleación de dos metales. El electrum es una aleación de oro y plata, el Stannum de plomo y plata. Sin embargo, si se separa la plata del electrum, queda el oro y no el electrum; si se quita la plata del Stannum, queda el plomo y no el Stannum.
Sin embargo, no se puede determinar con certeza si el latón es un metal nativo o no. Sólo conocemos el latón artificial, que consiste en cobre teñido con el color del mineral calamina. Y sin embargo, si se desenterrara alguno, sería un metal propiamente dicho. El cobre blanco y el negro parecen ser diferentes del rojo.
El metal, por tanto, es por naturaleza o bien sólido, como he dicho, o bien fluido, como en el caso único del azogue.
Pero basta ya de hablar de los tipos simples.

El platino, tercer metal precioso después del oro y la plata, fue descubierto en Ecuador entre 1736 y 1744 por el astrónomo español Antonio de Ulloa y su colega el matemático Jorge Juan y Santacilia. Ulloa fue el primero en escribir una descripción científica del metal, en 1748.
En 1789, el químico alemán Martin Heinrich Klaproth consiguió aislar un óxido de uranio, que pensó que era el propio metal. Posteriormente, Klaproth fue reconocido como el descubridor del uranio. No fue hasta 1841 cuando el químico francés Eugène-Melchior Péligot pudo preparar la primera muestra de uranio metálico. Posteriormente, Henri Becquerel descubrió la radiactividad en 1896 utilizando el uranio.
En la década de 1790, Joseph Priestley y el químico holandés Martinus van Marum observaron la acción transformadora de las superficies metálicas en la deshidrogenación del alcohol, un desarrollo que posteriormente condujo, en 1831, a la síntesis a escala industrial del ácido sulfúrico utilizando un catalizador de platino.
En 1803, el cerio fue el primero de los metales lantánidos en ser descubierto, en Bastnäs (Suecia) por Jöns Jakob Berzelius y Wilhelm Hisinger, e independientemente por Martin Heinrich Klaproth en Alemania. Los metales lantánidos se consideraron en gran medida como rarezas hasta la década de 1960, cuando se desarrollaron métodos para separarlos de forma más eficaz. Posteriormente se han utilizado en teléfonos móviles, imanes, láseres, iluminación, baterías, convertidores catalíticos y otras aplicaciones que permiten las tecnologías modernas.
Otros metales descubiertos y preparados durante esta época fueron el cobalto, el níquel, el manganeso, el molibdeno, el tungsteno y el cromo; y algunos de los metales del grupo del platino, el paladio, el osmio, el iridio y el rodio.

### Edad Contemporánea
Henry Bessemer descubrió un modo de producir acero en grandes cantidades con un coste razonable. Tras numerosos intentos fallidos, dio con un nuevo diseño de horno (el convertidor Thomas-Bessemer) y, a partir de entonces, mejoró la construcción de estructuras en edificios y puentes, pasando el hierro a un segundo plano.
Poco después se utilizó el aluminio y el magnesio, que permitieron desarrollar aleaciones mucho más ligeras y resistentes, muy utilizadas en aviación, transporte terrestre y herramientas portátiles.
El titanio, es el último de los metales abundantes y estables con los que se está trabajando y se espera que, en poco tiempo, el uso de la tecnología del titanio se generalice.
Los elementos metálicos, así como el resto de elementos, se encuentran ordenados en un sistema denominado tabla periódica. La mayoría de los elementos de esta tabla son metales.
Los metales se diferencian del resto de elementos, fundamentalmente en el tipo de enlace que constituyen sus átomos. Se trata de un enlace metálico y en él los electrones forman una «nube» que se mueve, rodeando todos los núcleos. Este tipo de enlace es el que les confiere las propiedades de conducción eléctrica, brillo, etc.
Hay todo tipo de metales: metales pesados, metales preciosos, metales ferrosos, metales no ferrosos, etc., y el mercado de metales es muy importante en la economía mundial.

## Propiedades de los metales

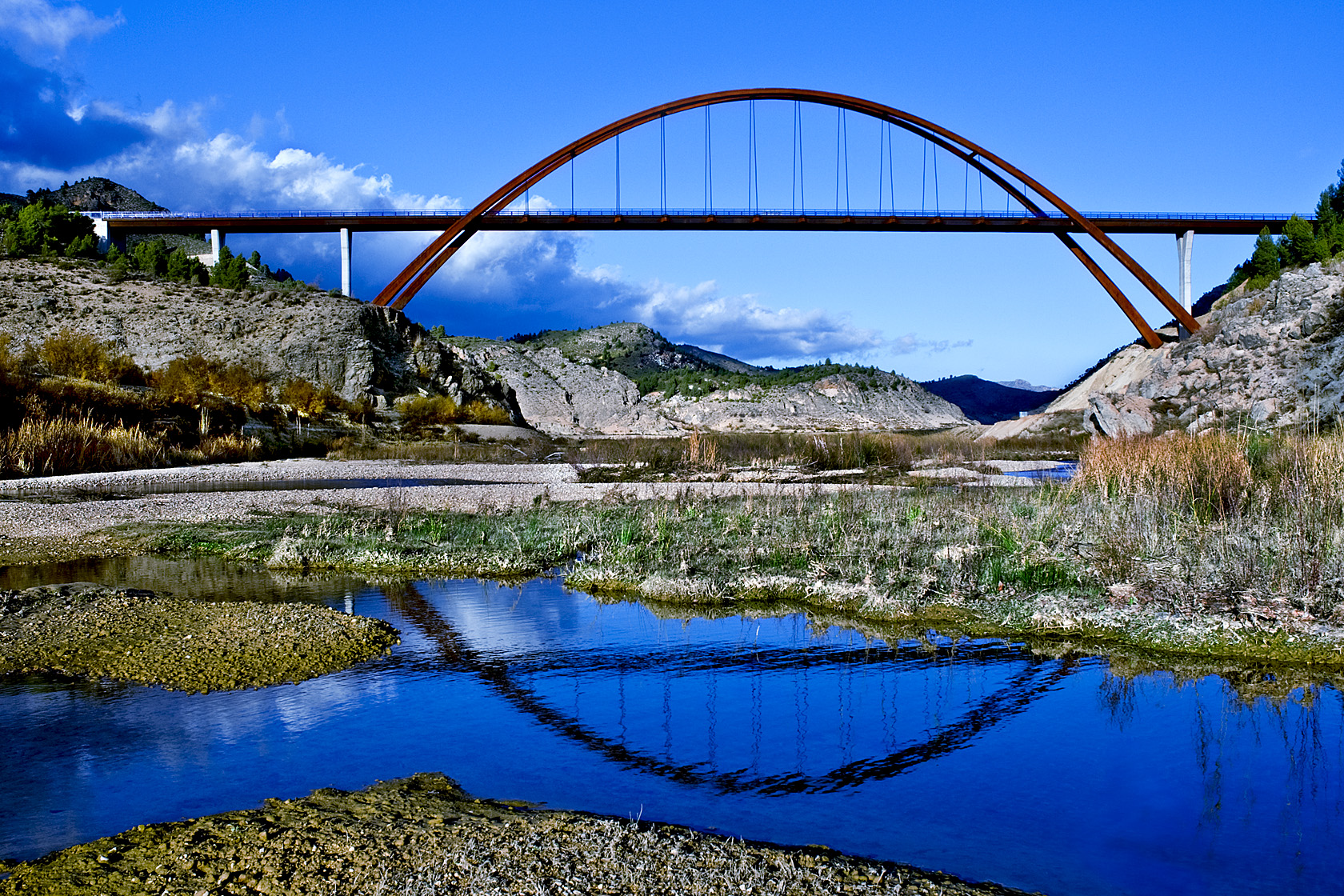
La gran resistencia del metal junto a la facilidad de su trabajo lo hacen un material excelente para cualquier construcción, en la imagen el Puente de La Vicaria construido en acero corten.

Los metales poseen propiedades físicas características, entre ellas son conductores de la electricidad. La mayoría de ellos son de color grisáceo, pero algunos presentan colores distintos; el bismuto (Bi) es rosáceo, el cobre (Cu) rojizo y el oro (Au) amarillo. En otros metales aparece más de un color; este fenómeno se denomina  policromismo.
Otras propiedades serían: 
- Maleabilidad: capacidad de los metales de hacerse láminas al ser sometidos a esfuerzos de compresión.
- Ductilidad: propiedad de los metales a moldearse en alambre e hilos al ser sometidos a esfuerzos de tracción.
- Tenacidad: resistencia que presentan los metales al romperse o al recibir fuerzas bruscas (golpes, etc.)
- Resistencia mecánica: capacidad para resistir esfuerzo de tracción, compresión, torsión y flexión sin deformarse ni romperse.

Suelen ser opacos o de brillo metálico, tienen alta densidad, son dúctiles y maleables, tienen un punto de fusión alto, son duros, y son buenos conductores (calor y electricidad).
La ciencia de materiales define un metal como un material en el que existe un traslape entre la banda de valencia y la banda de conducción en su estructura electrónica (enlace metálico). Esto le da la capacidad de conducir fácilmente calor y electricidad, y generalmente la capacidad de reflejar la luz, lo cual le da su peculiar brillo.

### Teoría del gas electrónico
Los metales tienen ciertas propiedades físicas características:(a excepción del mercurio) son sólidos en condiciones ambientales normales, suelen ser opacos y brillantes, tener alta densidad, ser dúctiles y maleables, tener un punto de fusión alto, ser duros, y ser buenos conductores del calor y la electricidad.
Estas propiedades se deben al hecho de que los electrones exteriores están ligados solo «ligeramente» a los átomos, formando una especie de gas (también llamado «gas electrónico», «nube electrónica» o «mar de electrones»), que se conoce como enlace metálico. Drude y Lorentz propusieron este modelo hacia 1900.
Mediante la teoría del «gas electrónico» podemos explicar por qué los metales son tan buenos conductores del calor y la electricidad, pero es necesario comprender la naturaleza del enlace entre sus átomos.
Un primer intento para explicar el enlace metálico consistió en considerar un modelo en el cual los electrones de valencia de cada metal se podían mover libremente en la red cristalina. De esta forma, el retículo metálico se considera constituido por un conjunto de iones positivos (los núcleos rodeados por su capa de electrones) y electrones (los de valencia), en lugar de estar formados por átomos neutros.
En definitiva, un elemento metálico se considera que está constituido por cationes metálicos distribuidos regularmente e inmersos en un «gas electrónico» de valencia deslocalizados, actuando como un aglutinante electrostático que mantiene unidos a los cationes metálicos.
El modelo del «gas electrónico» permite una explicación cualitativa sencilla de la conductividad eléctrica y térmica de los metales. Dado que los electrones son móviles, se pueden trasladar desde el electrodo negativo al positivo cuando el metal se somete al efecto de una diferencia de potencial eléctrico. Los electrones móviles también pueden conducir el calor transportando la energía cinética de una parte a otra del cristal. El carácter dúctil y maleable de los metales está permitido por el hecho de que el enlace deslocalizado se extiende en todas las direcciones; es decir, no está limitado a una orientación determinada, como sucede en el caso de los sólidos de redes covalentes.
Cuando un cristal metálico se deforma, no se rompen enlaces localizados; en su lugar, el mar de electrones simplemente se adapta a la nueva distribución de los cationes, siendo la energía de la estructura deformada similar a la original. La energía necesaria para deformar un metal como el litio es relativamente baja, siendo, como es lógico, mucho mayor la que se necesita para deformar un metal de transición, porque este último posee muchos más electrones de valencia que son el aglutinante electrostático de los cationes.
Mediante la teoría del «gas electrónico» se pueden justificar de forma satisfactoria muchas propiedades de los metales, pero no es adecuada para explicar otros aspectos, como la descripción detallada de la variación de la conductividad entre los elementos metálicos.

## Obtención

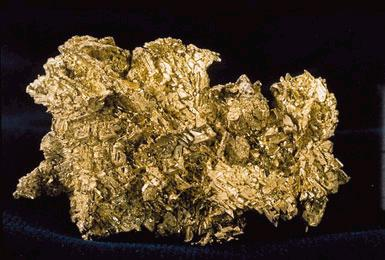
Un fragmento de oro nativo.

Algunos metales se encuentran en forma de elementos nativos, como el oro, la plata y el cobre, aunque no es el estado más usual.
Muchos metales se encuentran en forma de óxidos. El oxígeno, al estar presente en grandes cantidades en la atmósfera, se combina muy fácilmente con los metales, que son elementos reductores, formando compuestos como el corindón (Al2O3) y la hematita (Fe2O3).
Los sulfuros constituyen el tipo de mena metálica más frecuente. En este grupo destacan el sulfuro de cobre (I), Cu2S, el sulfuro de mercurio (II), HgS, el sulfuro de plomo, PbS y el sulfuro de bismuto (III), Bi2S3.
Los metales alcalinos, además del berilio y el magnesio, se suelen extraer a partir de los cloruros depositados debido a la evaporación de mares y lagos, aunque también se extrae del agua del mar. El ejemplo más característico es el cloruro sódico o sal común, NaCl.
Algunos metales alcalinotérreos, el calcio, el estroncio y el bario, se obtienen a partir de los carbonatos insolubles en los que están insertos.
Por último, los lantánidos y actínidos se suelen obtener a partir de los fosfatos, que son unas sales en las que pueden estar incluidos.

## Usos en la industria
Metales que están destinados a un uso especial, son el antimonio, el cadmio o el litio.
Los pigmentos amarillos y anaranjados del cadmio son muy buscados por su gran estabilidad, como protección contra la corrosión, para las soldaduras y las aleaciones correspondientes y en la fabricación de baterías de níquel y cadmio, consideradas excelentes por la seguridad de su funcionamiento. También se le utiliza como estabilizador en los materiales plásticos (PVCsad) y como aleación para mejorar las características mecánicas del alambre de cobre. Su producción se lleva a cabo en el momento de la refinación de zinc, con el que está ligado, se trata de un contaminante peligroso.
El litio, metal ligero, se emplea principalmente en la cerámica y en los cristales, como catalizador de polimerización y como lubricante, así como para la obtención del aluminio mediante electrólisis. También se emplea para soldar, en las pilas y en las baterías para relojes, en medicina (tratamiento para los maníaco-depresivos) y en química.
El níquel, a causa de su elevada resistencia a la corrosión, sirve para niquelar los objetos metálicos, con el fin de protegerlos de la oxidación y de darles un brillo inalterable en la intemperie.
El denominado «hierro blanco» es, en realidad, una lámina de acero dulce que recibe un baño de cloruro de zinc fundido, y a la que se da después un revestimiento especial de estaño.

## Dilatación de los metales
Los metales son materiales que tienen una elevada dilatación, en parte debido a su conductividad. Las dilataciones son perceptibles a veces aun con los cambios de temperatura ambiental. Se miden linealmente y se fija la unidad de longitud para la variación de 1 °C de temperatura.
Maleabilidad es la propiedad de los metales de poder ser modificados en su forma y aun ser reducidos a láminas de poco espesor a temperatura ambiente, por presión continua, martillado o estirado. Produciendo las modificaciones en el metal, se llega a un momento en que el límite de elasticidad es excedido, tornándose el metal duro y quebradizo; es decir, sufre deformaciones cristalinas que lo hacen frágil. La maleabilidad puede ser recuperada mediante el recocido, que consiste en calentar el metal a una alta temperatura luego de laminado o estirado, y dejarlo enfriar lentamente. La maleabilidad se aprecia por la sutileza del laminado. Tomando el oro como base, se suele hacer la siguiente clasificación:
| 1. Oro. 2. Plata. 3. Cobre. 4. Aluminio. 5. Estaño. | 6. Platino. 7. Plomo. 8. Zinc. 9. Hierro. 10. Níquel. |

## Definiciones de términos usados en fundiciones
- Aleación: Una aleación es una mezcla homogénea de dos o más elementos, generalmente metales (aunque a veces uno de ellos puede ser un no metal).
- Arrabio: Hierro líquido con menos impurezas que el hierro inicial.
- Escoria: Las impurezas que reaccionan con caliza.
- Alto horno: Horno para hacer aleaciones y fundiciones, se alcanzan temperaturas muy elevadas. Hay que construirlo con materiales refractarios, es decir muy resistentes al calor.

## Aleaciones
Los metales pueden formar aleaciones entre sí y se clasifican en:
- Ultraligeros: Densidad en g/cm³ inferior a 2. Los más comunes de este tipo son el magnesio y el berilio.

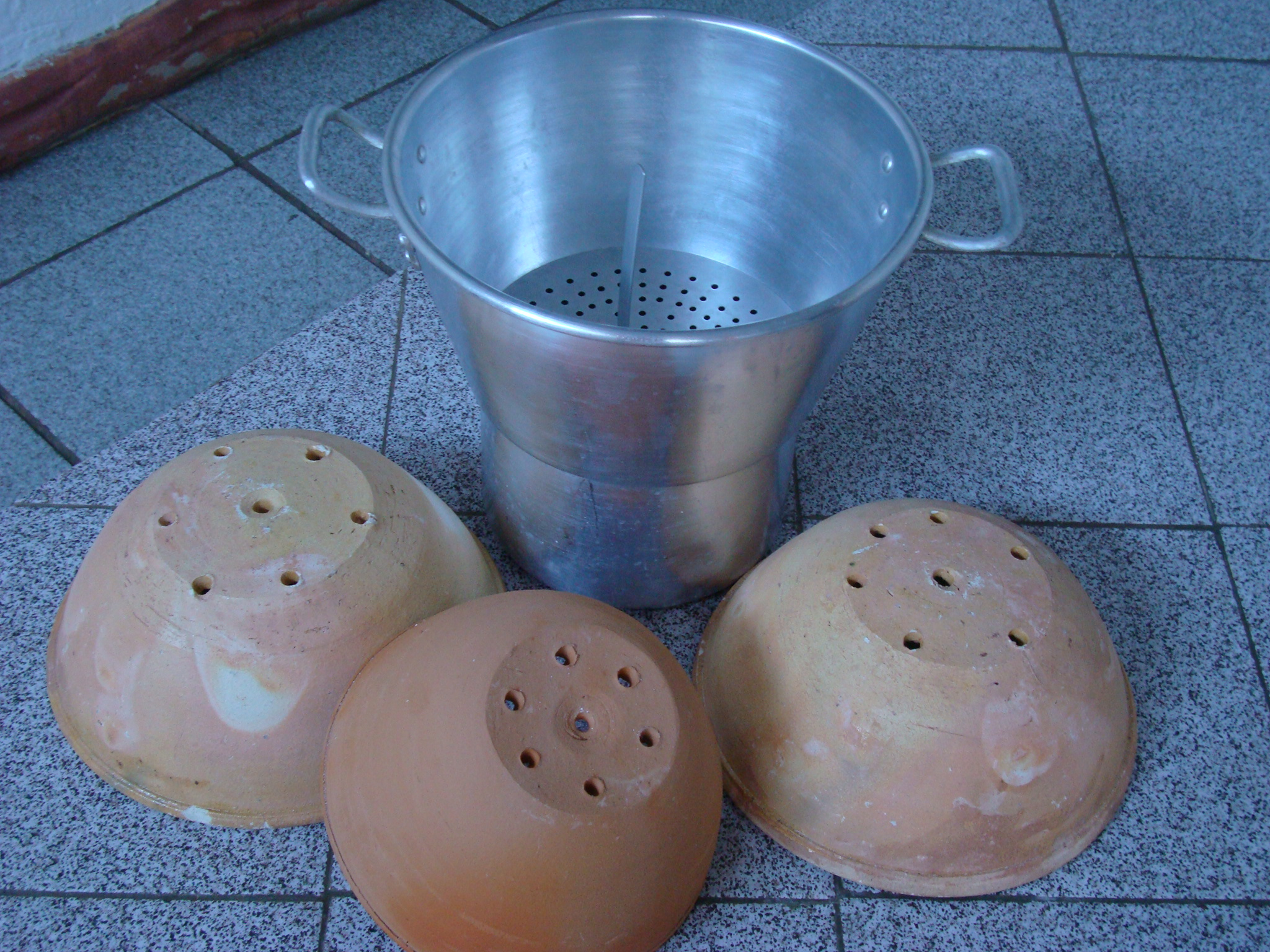
Ejemplo de aleación ligera

- Ligeros: Densidad en g/cm³ inferior a 4,5. Los más comunes de este tipo son el aluminio y el titanio.
- Pesados: Densidad en g/cm³ superior a 4,5. Son la mayoría de los metales.

Véase también la clasificación de los metales en la tabla periódica.

## Fractura en materiales metálicos[17]

### Fractura dúctil
Suele presentarse en forma transgranular, es decir a través de los granos, en los metales dúctiles y con buena tenacidad.
La deformación sucede antes de la fractura final, se puede observar una deformación, la modificación visible que aparenta un cuello, entallamiento o estricción justo en la parte donde se ocasionó la falla. Estas fracturas pueden ser ocasionadas por sobrecargas simples o al aplicar un esfuerzo muy grande al material.
Si se realiza una prueba de tensión en un ensayo simple el proceso de fractura será con la nucleación, el crecimiento y la coalescencia de micro huecos, formados cuando un gran esfuerzo crea una separación en los límites de granos, conforme el esfuerzo aumenta la separación de los granos crea cavidades más grandes con lo cual el área de contacto con el metal es muy pequeña y no puede soportar la carga provocando finalmente la fractura.

### Fractura frágil
Sucede en los metales y aleaciones de alta resistencia o pueden presentarse en los de mala ductibilidad y tenacidad, sin importar que los metales tengan dentro de sus propiedades la ductibilidad al exponerlos a bajas temperaturas pueden fallar por fragilidad, así mismo en las secciones gruesas o por imperfecciones.
Las fracturas frágiles son observadas con frecuencia cuando es el impacto y no la sobrecarga lo que causa la falla. El proceso comienza formando una pequeña grieta, imperfección, donde se concentra el esfuerzo. La grieta puede extenderse con una velocidad cercana al sonido, la cual se propaga con más facilidad a lo largo de planos cristalográficos específicos.